# Raoul Korty
Raoul Korty (* 4. Februar 1889 in Wien; † 1944 im  KZ Auschwitz) war ein österreichischer Journalist und Sammler von Fotografien  des 19. und  20. Jahrhunderts.

## Leben
Raoul Korty wurde 1889 als Sohn eines jüdischen Bankiers geboren. Schon als Zwölfjähriger war er ein leidenschaftlicher Foto-Sammler. Nach dem Besuch der Realschule trat er in die Wiener Kunstakademie ein, die er durch den Einzug zum Präsenzdienst nicht beenden konnte.
Im Ersten Weltkrieg diente er als Offizier. Während des Krieges wurde Korty mit der silbernen K.u.k. Tapferkeitsmedaille 2. Klasse ausgezeichnet.
Nach Kriegsende gründete er das Fotoatelier Gorgette, das bereits ein Jahr später wieder wegen Bankrotts geschlossen werden musste. Kortys Vater verlor dabei 20.000 Kronen. Als Korty eine Nichtjüdin heiratete, versagte ihm der Vater jede weitere finanzielle Zuwendung. Die Sammlung war inzwischen auf rund 250.000 Fotos angewachsen. Der Sammler finanzierte seinen Lebensunterhalt durch die Illustration von Büchern, Zeitungen und Zeitschriften aus dem Fundus seines privaten Bildarchivs. In den 1930er Jahren musste er aus Geldnot Teile seiner Sammlung verpfänden und verkaufen.
1935 und 1938 erschienen Fotosammelbände mit Fotos aus der Sammlung Korty.
Korty war nach dem „Anschluss“ Österreichs gezwungen, seine journalistische Tätigkeit aufzugeben. Es folgte die Trennung von seiner nichtjüdischen Ehefrau. Auf Grund seiner geplanten Emigration deponierte er einen Großteil seiner Sammlung (etwa 30.000 Fotografien) bei einer Wiener Spedition. 1939 wurde die Sammlung von der Gestapo beschlagnahmt und unentgeltlich in die Österreichische Nationalbibliothek eingewiesen, wo sie unberührt bis 1945 lagerte. Korty wurde 1944 in Wien verhaftet und am 10. März 1944 mit dem Transport 48a von Wien in das Ghetto Theresienstadt deportiert. Mit dem Transport Ev, dem letzten Transport von Theresienstadt nach Auschwitz wurde er am 28. Oktober 1944 in das Konzentrationslager Auschwitz transportiert. Der Transporte erreichte das Vernichtungslager zwei Tage später am 30. Oktober, wo Korty ermordet wurde.

## Die Sammlung Korty

### Die Restitution der Sammlung Korty
Nach Kriegsende brachte Kortys überlebende Tochter einen Antrag auf Restitution der Fotosammlung ein. Die Nationalbibliothek war zwar grundsätzlich zur Rückgabe bereit, verweigerte jedoch der Tochter eine finanzielle Ablöse. Danach geriet die Sammlung in Vergessenheit. Erst 2003 kam die Sammlung wieder zum Vorschein, nachdem die entsprechend den Bestimmungen des 1998 erlassenen Kunstrückgabegesetzes angestrengte Provenienzforschung betrieben worden war. Die Rückstellung erfolgte nach Zustimmung des Ministeriums 2005. Auf Wunsch der Tochter des verfolgten Sammlers wurde das Konvolut von einem externen Sachverständigen bewertet und von der Österreichischen Nationalbibliothek angekauft.
2007 erfolgte die wissenschaftliche Bearbeitung der 30.000 Objekte umfassenden Sammlung. Dabei wurde die vom Sammler selbst geschaffene Ordnung beibehalten. Die Ergebnisse wurden 2008 in einer Ausstellung präsentiert, die von Michaela Pfundner und der Kunsthistorikerin Margot Werner kuratiert wurde.

### Die Ausstellung
Korty sammelte bevorzugt Porträtaufnahmen von prominenten Persönlichkeiten des ausgehenden 19. und beginnenden 20. Jahrhunderts: KünstlerInnen, Theaterlieblinge, österreichisches Kaiserhaus und europäischer Adel, Menschen der Wiener Gesellschaft, Politiker und Wissenschaftler. Ein besonders aufwändiges Fotoalbum mit zahlreichen Fotos von Kaiser Franz Joseph I. und seiner Familie ist erhalten.
Neben den Porträtfotos gibt es noch ein Kapitel „Kurioses“. So finden sich Vexierbilder, Bilder von Schaustellern mit körperlichen Behinderungen oder ungewöhnlichem Äußeren und Aufnahmen von Aufbahrungen prominenter Persönlichkeiten. Dem Thema Retuschen ist ebenso ein Teil der Ausstellung gewidmet worden, wie dem aufkommenden Bilderjournalismus. Auch einige von Kortys Bildreportagen sind dokumentiert.
Beginnend bei den 1860er Jahren populären Carte-de-visite über Atelieraufnahmen um 1900 bis hin zu Presse- und Modefotografie beginnend etwa 1920 spannt sich der Bogen der Fotoaufnahmen über 80 Jahre.

## Veröffentlichungen
- Franz Joseph I. in 100 Bildern. Edition Scala 1935.
- Kaiserin Elisabeth von Österreich in zweihundert Bildern. Bernina 1938.